# Pattinaggio artistico a rotelle ai Giochi mondiali 2022
Le competizioni di pattinaggio artistico a rotelle ai Giochi mondiali 2022 si sono svolte dal 16 al 17 luglio 2022 al Birmingham CrossPlex di Birmingham in Alabama, negli Stati Uniti d'America. L'evento era originariamente stato calendarizzato nel luglio 2021, ma i Giochi mondiali sono stati riprogrammati per l'anno successivo a seguito del rinvio dei Giochi olimpici estivi di Tokyo 2020, dovuto all'insorgere dell'emergenza sanitaria causata dalla pandemia di COVID-19.

## Podi
| Specialità                            | Oro                                          | Argento                                          | Bronzo                                 |
| Programma libero maschile (dettagli)  | Pau Garcia                                   | Alessandro Liberatore                            | Tim Niclas Schubert                    |
| Programma libero femminile (dettagli) | Rebecca Tarlazi                              | Andrea Silva                                     | Carla Escrich                          |
| Danza (dettagli)                      | Portogallo Ana Luisa Monteiro Pedro Monteiro | Italia Asya Sofia Testoni Giovanni Piccolantonio | Colombia Brayan Carreno Daniela Gerena |

## Medagliere
| Posiz. | Nazione    | Oro | Argento | Bronzo | Totale |
| ------ | ---------- | --- | ------- | ------ | ------ |
| 1      | Spagna     | 1   | 2       | 0      | 3      |
| 2      | Italia     | 1   | 1       | 1      | 3      |
| 3      | Portogallo | 1   | 0       | 0      | 1      |
| 4      | Colombia   | 0   | 0       | 1      | 1      |
| 4      | Germania   | 0   | 0       | 1      | 1      |
| Totale | Totale     | 3   | 3       | 3      | 9      |